# Satawan

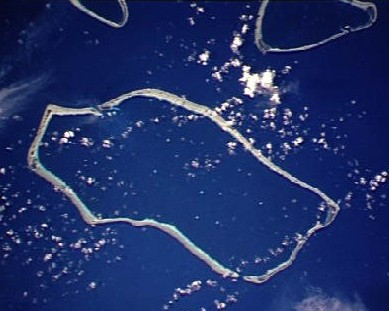
Satawan op satellietbeeld

Satawan is een atol en gemeente in Micronesia, behorend tot de deelstaat Chuuk. Het enige zoogdier dat er voorkomt is de Mortlockvleerhond (Pteropus insularis phaeocephalus), en dat is nog onzeker.
Dublon · Eot · Ettal · Fala-Beguets · Fananu · Fefan · Kutu · Losap · Lukunor · Magur· Moch · Murilo · Nama · Namoluk · Nomwin · Onari· Oneop · Ono · Param · Pis-Losap · Pisaras · Pulap · Pulusuk · Puluwat · Romanum · Ruo · Satawan · Ta · Tamatam · Tol · Tsis · Udot · Ulul · Uman · Weno